# Dingli Swallows
Der Dingli Swallows FC ist ein Fußballverein aus dem kleinen Dorf Dingli im Südwesten Malta. Der Verein wurde 1948 gegründet und stieg in der Saison 2008/09 als Erstplatzierter der Maltese First Division in die Maltese Premier League auf. Bereits nach einer Saison erfolgte jedoch wieder der Abstieg ins Unterhaus.